# Colpotrochia neblina
Colpotrochia neblina är en stekelart som beskrevs av Ian D. Gauld och Sithole 2002. Colpotrochia neblina ingår i släktet Colpotrochia och familjen brokparasitsteklar. Inga underarter finns listade i Catalogue of Life.